# 15 Armia (RFSRR)
15 Armia (ros. 15-я армия) – związek operacyjny Armii Czerwonej okresu wojny domowej w Rosji i wojny polsko-bolszewickiej.

## Formowanie i walki
Sformowana 4 stycznia 1919 r. w Rydze pod nazwą Armii Radzieckiej Łotwy, poprzez przekształcenie Grupy Armijnej Łotwy, stworzonej w grudniu roku poprzedniego na potrzeby rozpoczętej w listopadzie ofensywy Armii Czerwonej na Łotwie, na bazie 1 Dywizji Strzelców Łotewskich. Działała od lutego 1919 w składzie  Frontu Zachodniego, utworzonego 19 lutego 1919. Jej jednostki osłaniały Piotrogród przed wojskami Judenicza, toczyły walki z oddziałami estońskimi. 
Armia Radzieckiej Łotwy została przekształcona w 15 Armię 7 czerwca 1919 r., kiedy po utracie Kurlandii i Semigalii, większości Liwonii oraz Rygi dowództwo Armii Czerwonej uznało utrzymywanie odrębnych wojsk Łotewskiej Socjalistycznej Republiki Radzieckiej za bezzasadne. Armia brała następnie w styczniu 1920 r. udział w bitwie pod Dyneburgiem, walcząc przeciwko połączonym siłom polskim i łotewskim. Poniosła klęskę, po której Łotewska Socjalistyczna Republika Radziecka przestała istnieć. 
Wiosną 1920 przerzucona na Białoruś do walk przeciwko Polakom. 
Podczas ofensywy majowej 1920 oddziały 15 Armii, działające na północ od Dźwiny, były połączone pod dowództwem Sergiejewa w Grupę Północną, której za zadanie postawiono sforsowanie Dźwiny w rejonie na zachód od Połocka. 15 Armia uderzyła na słabe oddziały Dywizji Litewsko-Białoruskiej, zajmującej mniej więcej bieg rzeki Ułły. Oddziały tejże dywizji zostały rozbite i rozproszone już pierwszego dnia bolszewickiego ataku.
Podczas ofensywy lipcowej 1920 roku 15 Armia pod dowództwem Augusta Korka otrzymała rozkaz uderzenia w kierunku Głębokiego. Wyróżniła się w bitwie nad Wkrą. Zmuszona do odwrotu poniosła klęskę w bitwie pod Łomżą. Jej resztki uszły wzdłuż granicy pruskiej nad Niemen. Odtworzona wzięła udział w bitwie nad Niemnem, gdzie poniosła duże straty. Rozformowana w grudniu 1920.

## Dowódcy armii
- August Kork – lipiec 1919[7] - październik1920[3]
- Siergiej Mieżeninow - październik-grudzień 1920[8]
- Boris Niegrodow[3]

## Struktura organizacyjna
Skład w lipcu 1919
skład niepełny
- 2 Dywizja Łotewska[9]
- 4 Dywizja Strzelców.

Skład 1 listopada 1919
- 4 Dywizja Strzelców,
- 10 Dywizja Strzelców,
- 11 Dywizja Strzelców,
- 19 Dywizja Strzelców.

Razem: 32760 „bagnetów”, 740 „szabel”, 625 km i 128 dział.
Skład 4 lipca 1920
- 4 Dywizja Strzelców,
- 11 Dywizja Strzelców,
- 16 Dywizja Strzelców,
- 33 Dywizja Strzelców,
- 54 Dywizja Strzelców.